# Melvyn Doremus
Melvyn Doremus (Sannois, 29 de octubre de 1996) es un futbolista francés, nacionalizado beninés, que juega en la demarcación de centrocampista para el FC Chambly Oise del Championnat National 2.

## Selección nacional
Hizo su debut con la selección de fútbol de Benín en un partido de clasificación para la Copa Mundial de Fútbol de 2022 contra Madagascar que finalizó con un resultado de 0-1 tras un gol de Steve Mounié.

## Clubes
| Club            | País    | Año       | Partidos | Goles |
| --------------- | ------- | --------- | -------- | ----- |
| Entente SSG     | Francia | 2014-2019 | 44       | 1     |
| AF Bobigny      | Francia | 2019-2020 | 20       | 1     |
| Red Star FC     | Francia | 2020-2021 | 14       | 0     |
| FC Chambly Oise | Francia | 2021-     | 93       | 4     |